# Deinonychus (Band)
Deinonychus ist eine niederländische Death-Doom-Band, die 1992 von dem Brunssumer Musiker Marco Kehren gegründet wurde.

## Geschichte
Deinonychus wurde 1992, nach der Auflösung der Black-Metal-Band Malefic Oath, als Soloprojekt von Marco Kehren gegründet. Kehren beendete die Zusammenarbeit mit den Musikern von Malefic Oath, um sich nicht, wie von seinen Mitmusikern gewünscht, auf Black Metal zu beschränken. Stattdessen wollte er sich seinen „Idealen widmen und zutiefst erschütternde Emotionen vertonen.“ Seither gilt Deinonychus als Kehrens Soloband mit Gastmusikern.
A Shining Blaze over Darkland nahm Kehren als erste Demoaufnahme im Jahr 1993 allein im Proberaum auf. Das Band enthielt die beiden Stücke Shining Blaze over Darkland und A Throne on My Long Awaited Desires, beide Titel fanden sich ebenfalls auf der noch im gleichen Jahr folgenden Demokassette Promo ’93. Die gemeinsam mit Maurice „Sephiroth“ Swinkels, dem damaligen Schlagzeuger der Band Bestial Summoning, entstandenen Aufnahmen wurden an Plattenfirmen versendet und bescherten der Band im März 1994 einen Vertrag mit Cacophonous Records. Swinkels ergänzte den bisherig harschen Klang der Band durch ein Keyboard und eine zweite Gesangsstimme. Die Band nahm das Demoband in einem semiprofessionellen Studio auf und erweiterte die bereits vorhandenen Lieder für das Demoband um zwei zusätzliche Titel sowie ein Intro.
Zu den Albumaufnahmen im Mai 1994 trat John Bartels als Keyboarder in die Band, weshalb Swinkels sich auf hinzukommenden Gesang einzelner Titel beschränkte. Im darauf folgenden Jahr veröffentlichte Deinonychus das zweite Studioalbum The Weeping of a Thousand Years, welches die ruhigen und melancholischen Passagen verstärkte.
1997 wurde das Demoband Promo ’93 vom mexikanischen Indie-Label Guttural Records unter dem Titel After the Rain Falls… an Empty Sky Remains wiederveröffentlicht, nachdem sich Kehren aus einem Streit von Cacophonous Records getrennt hatte. Im gleichen Jahr gab die Band ihren einzigen Live-Auftritt im Londoner Hippodrome. Der Auftritt wurde später als Bootleg-VHS veröffentlicht, wird jedoch seit jeher von Kehren als qualitativ minderwertig abgelehnt. 

„Das ‚Live at the Hippodrome in London‘ – Konzert wird es (zum Glück) nie als DVD geben, weil: ich finde es echt Sch**ße…..“

Auch weitere Live-Auftritte schloss Kehren unter der Begründung, als Soloprojekt mit Gastmusikern zu agieren, aus. Hinzukommend sei er nicht daran interessiert, Zeit in Konzerte, Proben oder Tourneen zu investieren.
Im Jahr 2007 veröffentlichte die Band das achte Studioalbum Warfare Machines, welches sich aggressiver als die vorausgegangenen Alben gestaltete. Kehren, welcher auf den Bethlehem-Alben Sardonischer Untergang im Zeichen irreligiöser Darbietung und Reflektionen aufs Sterben sowie der Vinyl-Single Profane Fetmilch Lenzt Elf Krank sang, hatte Jürgen Bartsch, das einzige feste Mitglied von Bethlehem, zur Arbeit an Warfare Machines eingeladen. Das Album wurde im Kontext des Albumkonzeptes der Bundesprüfstelle für jugendgefährdende Medien zur Indizierung vorgeschlagen. Letztlich wurde das Prüfverfahren eingestellt. Das Album befasst sich konzeptionell mit dem Themenkomplex des Krieges und legt einen Schwerpunkt auf den Zweiten Weltkrieg ohne einen politischen Standpunkt einzunehmen. Im Zusammenhang mit dem Indizierungsverfahren kam gegenüber Kehren der Vorwurf des Rechtsextremismus auf. Sein Interesse an rechtsextremer Esoterik erschwerte derweil die Auseinandersetzung mit den Vorwürfen.

„Ich sammle Schwarze Sonne Sachen […], weil mich die okkulte Geschichte des Drittes [sic!] Reiches sehr interessiert und somit auch verwandte Sachen. Ich kann sicherlich nachvollziehen, dass man eine voreingenommene Meinung darüber haben kann und somit denken könnte, dass dieses Auftreten von Politischer Natur ist. Dies entspricht aber nicht der Wahrheit, und das zeigt von Engstirnigkeit. Und würde zudem sicherlich nur für den deutschen Raum zutreffen, weil sich hier in Holland keiner darüber einen Kopf macht oder sonst wo.

Wenn Organisationen oder Behörden meine Musik und Thenen [sic!] als willkommene Angriffsfläche empfinden, dann empfinde ich das als extrem überempfindlich und intolerant.“

Im September 2008 gab Kehren das Aus der Band via Myspace bekannt. Im Nachhinein benannte Kehren seine Bemühung, sich auf das Martial-Industrial-Projekt Nihil Novi Sub Sole zu konzentrieren als Hauptgrund für das Ende von Deinonychus. Nachdem er mit Nihil Novi Sub Sole 2010 das Album Jupiter Temple veröffentlicht hatte, sei er allerdings bestrebt gewesen, Deinonychus zu reaktivieren. In Ermangelung des richtigen Gefühls für die Musik der Band, so Kehren, ruhte Deinonychus bis 2016. Im November 2016 gab er allerdings Arbeiten an einem neuen Album bekannt. Ode to Act of Murder, Dystopia and Suicide erschien im Dezember 2017 via My Kingdom Music.

## Stil
Über die Jahre der Aktivität veröffentlichten Deinonychus Alben über diverse Plattenfirmen, deren stilistische Ausrichtung musikalische Elemente aus Black Doom, Death Doom bis hin zum Gothic Metal und Funeral Doom aufgriff und variierte. Vergleiche zur deutschen Dark-Metal-Band Bethlehem wurden häufig aufgrund personeller Überschneidungen und musikalischer Ähnlichkeit angestrebt.
Die ersten Arbeiten der Band waren stilistisch noch sehr black-metal-nah mit Gothic-Elementen, später kamen zunehmend Doom- und Death-Metal-Einflüsse hinzu. Nach Garry Sharpe-Young wurde das Debütalbum als Mischung aus stilistischen Elementen des Black- und Doom Metals gerühmt. Das zweite Album The Weeping of a Thousand Years entsprach nach Sharpe-Young stärker dem populären Gothic Metal. Auf der Seite Ancient Spirit wird der Klang des Albums Mournument als Mischung aus melancholisch „schleppenden Gitarren-Riffs, […] finstere[r] Atmosphäre und […] heisere[m] Geröchel“ beschrieben und auf Ancient Spirit und Vampster mit den Funeral-Doom- und Gothic-Metal-Bands Morgion, Skepticism und My Dying Bride verglichen.
Das Album Insomnia wird als typischer Death Doom, „wie man ihn von DEINONYCHUS kennt – sehr dunkel und misanthropisch, aber ohne großartige Überraschungen“ beschrieben. Die meisten Veröffentlichungen der Band schließen sich ähnlich dem Death Doom und dessen derivaten Formen an, das Album Warfare Machine hingegen wird unter anderem auf Schwermetall.ch als Death Metal bezeichnet.

## Diskografie
- 1993: A Shining Blaze over Darkland (Demo)
- 1993: Promo ’93 (Demo)
- 1995: The Silence of December (Album, Cacophonous Records)
- 1996: The Weeping of a Thousand Years (Album, Cacophonous Records)
- 1997: Live at the Hippodrome (Video/VHS)
- 1997: After the Rain Falls… an Empty Sky Remains (EP, Guttural Records)
- 1997: Ark of Thought (Album, Supernatural Music)
- 1999: Deinonychus (Album, Ars Metalli)
- 2000: Like the Colour of Snow (EP, Realm Of Chaos Productions)
- 2002: Mournument (Album, Ars Metalli)
- 2002: Amphetamine Machine (Single, My Kingdom Music)
- 2004: Insomnia (Album, My Kingdom Music)
- 2007: Warfare Machines (Album, My Kingdom Music)
- 2017: Ode to Acts of Murder, Dystopia and Suicide  (Album, My Kingdom Music)